# Munuza
Munuza, de nombre Uthman bin Naissa (en árabe: عثمان بن نيساء‎), fue un gobernador musulmán de un territorio entre León y Gijón, al norte de la Península Ibérica. Usando por fuente la Crónica albeldense (elaborada hacia 881), se le retrata enfrentado a don Pelayo en Asturias, situándolo en la génesis de la Reconquista. No hay que confundirlo con otro Munuza, con datos más concretos y detallados, que aparece localizado en Cerdaña hacia 730 según lo retrata la Crónica mozárabe de 754, y que se rebeló en tiempos del valí Abd al-Rahmán  al-Gafikí.

## Munuza en Asturias
Bereber musulmán, "compañero de Táriq", que participa desde el principio de la ocupación del Reino visigodo en el año 711, en el avance de Musa ibn Nusair por el Este, desde Caesaraugusta, hacia el Norte, por la calzada romana hacia Asturica Augusta, y llegando hasta Lucus Augustum.
En 714, al ser reclamados Musa ibn Nusair y Táriq ibn Ziyad a Damasco por el califa al-Walid, Munuza permanece como valí del tercio noroccidental de Hispania, con sede, alternativamente, en Asturica Augusta, Lucus Asturum y Gijón.[cita requerida]
En 717, envía como invitados-rehenes a diversas personalidades de la zona, entre ellos don Pelayo, a Ishbiliya dentro de la política de cooptación y tutelaje de las élites dirigentes, que aunque así pierden el poder político, conservan el social Según algunas fuentes, a Pelayo se le habría encomendado el traslado de los tributos de la zona.

### La leyenda de Ermesinda
La leyenda, que no las fuentes históricas, quiere ver en el encaprichamiento de Munuza de Ermesinda (o, también, Ormesinda o Adosinda), la hermana de Pelayo, la explicación y desencadenante de la insurgencia cristiana.
En efecto, para tener el campo libre, Munuza enviaría a Pelayo, tutor de su hermana, a Sevilla con los tributos de su gobernaduría de 717.[cita requerida]
A la vuelta en 718, Pelayo, que habría arreglado el enlace de Ermesinda con don Alonso, monta en cólera, atacando a Munuza el día de la boda, si bien la guardia del gobernador le rechaza, teniendo que huir hacia los Picos de Europa.
Una variante informa que Ermesinda sólo accede a la boda para evitar la muerte de su prometido don Alonso, preso por orden de Munuza. Cuando Pelayo vuelve, se dispone a matar a su hermana para "lavar su honor" manchado por la ruptura del compromiso con Alonso y el casorio con el infiel, enfrentándose al dilema de qué hacer con Alonso. En la boda, Pelayo pide hablar con su hermana, que le comunica que se había envenenado justo antes de morir en brazos de Pelayo. Munuza, encolerizado, ataca a Pelayo, pero éste le mata y con Alonso se lleva el cadáver de Ermesinda a Covadonga.
Los motivos históricos personales pueden ser especulados, pero Pelayo puede muy bien haber tratado inmediatamente -como otros magnates contemporáneos pactarían así- de asegurarse una alianza con el nuevo poder en la zona, tal como después realizarían otros monarcas y magnates astur-leoneses con otros magnates o monarcas navarros de Álava o Pamplona y todas las dinastías harían en algún momento con el Califato de Córdoba, para garantizarse tratados preferentes sobre otros nobles en la zona y alianzas quizás en contrapeso al poder y sumisión nominal al duque Pedro de Cantabria.

### La supervivencia de los rebeldes astures: causas
Por las razones que fueren, Pelayo aparece posteriormente encabezando un grupo de astures, formado por insurgentes fiscales y otros fugitivos, pero sin causar demasiados inconvenientes a Munuza, que aun así, informa al emir de al-Ándalus.[cita requerida]
Las razones de la pervivencia de la revuelta, al fin y al cabo una molestia menor, residen en dos razones fundamentales:
- La precaria organización de los territorios hacía poco conquistados.
- El principal foco de interés musulmán es la expansión hacia el Reino Franco.

En 720–721, el califa Umar II envía como gobernante a as-Samh ibn Malik al-Jawlani, que reorganiza la administración de al-Ándalus, el cobro de tributos y el reparto de tierras entre los hombres venidos con Táriq y Musa ibn Nusair.
Paralelamente, se organiza un ejército, que ataca el resto del territorio visigodo aún no sometido, la Septimania, conquistando Narbona en 721.
El avance musulmán continúa contra el Ducado de Aquitania, pero en el asalto a Toulouse, el duque Odón el Grande vence a los musulmanes el 21 de julio de 721, perdiendo la vida el propio as-Samh. Los musulmanes se repliegan a Narbona y al-Ándalus bajo el mando de al-Gafiqi.

### Covadonga
En agosto de 721, llega Anbasa, el nuevo valí, que inmediatamente reorganiza las tropas. Con el fin de foguearlas y darles moral, se decide por realizar una razia, para lo cual escoge como blanco a los rebeldes de Asturias, encargando la operación al bereber Al Qama, el cual reocupa el territorio, que los pelayianos van evacuándolo ante la manifiesta superioridad numérica y organizativa de las tropas cristianas (encabezadas por el obispo Oppas de Sevilla) y musulmanas comandadas por Al Qama.[cita requerida]
Así, para el año 722, Munuza procede, desde Gijón, a la administración del territorio y el cobro de tributos.
La persecución de los fugitivos pelayianos conduce a las tropas al valle donde se abre la Cova Dominica, donde la vanguardia sería emboscada y masacrada, en una confrontación denominada batalla de Covadonga, considerada por la Historiografía tradicional española el arranque de la Reconquista, conllevando la retirada del resto de la tropa ante la imposibilidad de desplegarse adecuadamente en las estrecheces del valle. Un argayo (desprendimiento de piedras y tierra) en el monte Auseva (Covadonga), sufrido por las tropas en retirada, remataría la faena, provocando la retirada de Munuza de Gijón hacia su base leonesa.
«Entonces, los de las huestes de los Sarracenos que habían sobrevivido a la espada, al derrumbarse un monte en Liébana, fueron sepultados por el juicio de Dios». Crónica albeldense, año 883.

### El fin de Munuza
Sobre la desaparición de Munuza de la Historia existen varias versiones, mutuamente excluyentes. No se sabe si su muerte ocurre después de la batalla de Covadonga, en la misma secuencia de la "retirada" en Liébana donde ocurre el argayo màgico, o si muere en otro episodio semanas o meses más tarde en la frase de la cronica "Destruyó a los Ismaelitas, quedó muerto su general Alcamano (Al Qama), y prisionero el obispo Opa. Por último, Mounuza también perdió la vida, y el pueblo cristiano recobró la libertad". Estas son las diferentes conyeturas:
- Habría muerto a manos de Pelayo el día de la boda con su hermana.
- Habría muerto en la batalla de Covadonga, incluso a manos del mismo Pelayo.
- Habría muerto cerca de Liébana tras la "retirada" de Al-Kama: en Santa Olalla,[2] lugar de incierta localización, donde existen dos posibilidades. Podría ser en Santa Eulalia en Cobeña, al salir del desfiladero de la Hermida, o Santa Eulalia (Polaciones) al huir por Cabezon de Liébana, donde existe un yacimiento de un castro datado en torno a los siglos VIII utilizado para la defensa de Liébana. Ambos lugares son cerrojos al acceso del recinto de Liébana, y alli puso terminar de la expedición de Munuza.
- Habría muerto en Asturias: se citan Santa Eulalia de Manzaneda, Santa Olaya de Abamia, Tudela de Asturias, en el valle de Proaza, San Vicente de Olalle en las cercanías de Trubia y en una zona próxima a Lugones. El autor P. Flórez asegura que fue en el valle de Santa Olalla, que, en función de otros datos, puede ser Santa Eulalia de Turiellos (antigua denominación de La Felguera). Según Ambrosio Morales en Crónica y amparándose en el Padre Risco, fue también aquí el lugar de la derrota; lo mismo afirma el historiador P. Mariana. El arabista Saavedra coincide también con dicha ubicación langreana.
- Se habría retirado a orillas del Guadalquivir con Ermesinda (o Adosinda).
- Habría permanecido en Gijón con Ermesinda (o Adosinda), una vez reconciliado con Pelayo.

## Munuza en Cerdaña
Sin embargo, otra crónica, casi coetánea y más contrastada, lo sitúa con bastante seguridad puesto a cargo de las tropas bereberes en las zonas fronterizas y de igual geografía montañosa en los Pirineos orientales. El comandante bereber habría establecido un tratado y enlaces con el duque aquitano Odón el Grande, que lo llevarían a casar con la hija del duque. A la búsqueda quizá de crearse un nicho de poder en el estratégico punto de los Pirineos e impulsado por el ambiente de rebelión entre las descontentas fuerzas bereberes, habría roto así los lazos con los árabes omeyas cordobeses, matando al mismo tiempo al obispo de la Seo de Urgel.
En 731 el nuevo gobernador de al-Ándalus, Abd ar-Rahman ibn Abd Allah al-Gafiqi, encabezó entonces una campaña de castigo, atacó la ciudad de Llivia en Cerdaña, derrotó a los sublevados y acabó con la vida de Munuza. Este hecho precede inmediatamente a la campaña de al-Gafiqi hacia Aquitania y la posterior Batalla de Poitiers (732) (o 733, según otras fuentes).